# Párnica
Párnica (in ungherese Párnica) è un comune della Slovacchia facente parte del distretto di Dolný Kubín, nella regione di Žilina.